# Генрих I фон Штаде
Генрих I фон Штаде (Генрих Длинный; нем. Heinrich I. der Lange; ок. 1065 — 27 июня 1087) — маркграф Северной марки с 1082 года из династии Удоненов.

## Биография
Старший сын Лотаря Удо II и его жены Оды фон Верль. Во внутригерманских делах Генрих I фон Штаде какое-то время поддерживал антикороля Германа фон Зальма, но потом снова перешел на сторону императора Генриха IV.
В 1086 году Генрих фон Штаде женился на Евпраксии Киевской, дочери князя Всеволода и сестре Владимира Мономаха. Детей у них не было. Вскоре после свадьбы Генрих Длинный умер, и его вдова вышла замуж за германского императора Генриха IV.

## В художественной литературе
Генрих стал одним из персонажей романа Павла Загребельного «Евпраксия».